# István Joós
István Joós (27 marzo 1953) è un ex canoista ungherese.

## Palmarès

### Olimpiadi
- 1 medaglia:
  - 1 argento (Mosca 1980 nel K-2 1000 m)

### Mondiali
- 3 medaglie:
  - 2 argenti (Sofia 1977 nel K-4 10000 m; Nottingham 1981 nel K-2 10000 m)
  - 1 bronzo (Belgrado 1978 nel K-1 10000 m)